# (615) Roswitha
(615) Roswitha – planetoida z pasa głównego asteroid okrążająca Słońce w ciągu 4 lat i 98 dni w średniej odległości 2,63 j.a. Została odkryta 11 października 1906 roku w Landessternwarte Heidelberg-Königstuhl w Heidelbergu przez Augusta Kopffa. Nazwa planetoidy pochodzi od imienia Hrotsvithy z Gandersheim (ok. 935–1001), niemieckiej poetki. Przed nadaniem nazwy planetoida nosiła oznaczenie tymczasowe (615) 1906 VR.